# پناهگاه صخره‌ای زیر چشمه بستان رود
پناهگاه صخره‌ای زیر چشمه بستان رود مربوط به میان سنگی - دوره نوسنگی است و در شهرستان خرم‌آباد، بخش ویسیان، دهستان شوراب، روستای زیر چشمه بستان رود واقع شده و این اثر در تاریخ ۱۳ آبان ۱۳۸۶ با شمارهٔ ثبت ۱۹۸۳۳ به‌عنوان یکی از آثار ملی ایران به ثبت رسیده است.